# Harpactocrates apennicola
Harpactocrates apennicola es una especie de araña araneomorfa del género Harpactocrates, familia Dysderidae. Fue descrita científicamente por Simon en 1914.
Se distribuye por Francia e Italia. El cuerpo de esta especie mide aproximadamente 10-13 milímetros de longitud. Se ha encontrado a altitudes de 500-1000 metros.